# Tetima (Tuzla, BiH)
Tetima je naselje u općini Tuzla, Federacija BiH, BiH.

## Zemljopis
Nalazi se na istočnom dijelu Grada Tuzle, na obroncima Majevice, između gornjeg toka Kosačke rijeke i Jale.

## Povijest
Rudnik Tetima projektiran je 1980-ih. 1987. godine kapela sv. Ive uklonjena je sa svoje stare lokacije i na njenom je mjestu danas veliki križ.
Zadnjeg tjedna travnja 2013. učenici KŠC "Sv. Franjo" Opća gimnazija Tuzla izveli su ekološku akciju. Radi sanacije klizišta i rekultiviranja tla, pošumili su područje Rudnika soli Tetima sadnjom 1500 sadnica bagrema.
Zbog krize u opskrbi plinom u cijeloj Europi zime 2015. i 2016., zbog ruskih sankcija, te zahtjeva EU da BiH mora imati četveromjesečnu opskrbu plinom, tvrtka BH Gas je ponovila svoj prijedlog, za čiju je sprovedbu još 1988. i 2001. napravila stručne studije, da se plin uskladišti u rudnicima soli u Tetimi. Pri projektiranju samog rudnika Tetime 1980-ih ostavilo se mogućnost za skladištenja plina. Skladištilo bi se u bušotinama iz kojih je prestalo crpljenje soli. Bušotine su promjera 70 metara, visine oko 100 metara i nalaze se na dubini od oko pola kilometra pod zemljom Pristaše korištenja napuštenih rudnika kao skladišta plina pravdaju time što je u BiH vrlo nepovoljna struktura potrošnje plina zato što je stanovništvo većinski potrošač pa su velike oscilacije u količini potrošenog plina između ljetnog i zimskog razdoblja. Pristaše rudnika kao plinskih skladišta tvrde da bi ta skladišta dovela i do ujednačavanja potrošnje tijekom cijele godine, pa bi se zimi jednim dijelom koristio plin kojeg isporučuje Rusija, a ostatak bi se u distribucijsku mrežu puštao iz skladišta, aljeti bi se skladišta dopunjavala. Zaključak im je da bi postizavanjem ujednačenosti isporuke kroz cijelu godinu znatno snizili cijenu plina. Skladištenje u baš ovoj vrsti rudnika objašnjavaju time da kamena sol je takva da bi onemogućila značajne gubitke, odnosno gotovo bi hermetički zatvorila plin u iskorištenim bušotinama. Napuštene bušotine u koje bi htjeli skladištiti je trenutno šest i njih predlažu za skladištenje. Po procjenama pristaša u svakoj od tih bušotina može se uskladištiti oko 20 milijuna prostornih metara plina. Za ostala rješenja smatraju da su skuplja i da nije dobro da su izvan BiH. Prijedlog je izazvao nezadovoljstvo mještana čijih 82 kuće bi se našlo na bombi ispod njihovih kuća, osobito imajući u vidu da je sav taj dio Majevice pod klizištima i da su pojedini stručnjaci predlagali da bi rudnik soli u Tetimi morao biti zatvoren. Gradsko vijeće grada Tuzle, čija zemlja i dalje tone, veljače 2016. na sjednici također je reagiralo. Uzeli su u obzir tonjenja, brojne rudarske nesreće, potrese, najveći broj klizišta u Europi. Gradsko vijeće jednoglasno se usprotivilo prijedlogu. Spomenuli su slične ekspertske prijedloge za radioaktivni otpad i da je Tuzla bila žrtva loših ekspertiza, poput one da treba nekontrolirano crpiti slanicu, i tad se zbila najveća ekološka katastrofa na području bivše Jugoslavije, višestruko veća od skopskog potresa.
Godine 2019. došli su novi opasni ekološki prijedlozi. Ekološki problem odlaganja šljake i pepela iz Termoelektrane Tuzla s predložene lokacije na jezeru Kop - Šićki Brod kod Tuzle odbijeno je, udovoljivši prijedlogu stanovnika tih mjesnih zajednica koji su već žrtve rada TE, pa su za tu lokaciju u Gradu Tuzli odredili prostor za rekreaciju, športske i turističke sadržaje. Kao drugorješenje za zbrinjavanje ekološki opasnih tvari predložili su Elektroprivredi BiH napuštene podzemne kanale rudnika Tetima do kojih bi se pokvašena šljaka dovela cijevima. Taj prijedlog je nerealan, opasan, neprovjerena, problem zbrinjavanja slanice, kako su ocijenili iz Rudarskog-geološkog fakulteta.

## Promet
Tetima je polovicom 2016. bila prometno izolirana od javne prijevozne mreže. Godinu dana nisu imali autobusnu liniju.

## Kultura
U Tetimi je filijalna crkva samostanske župe sv. Petra i Pavla u Tuzli. Građena je od 1988. do 1990. godine. Slikar Slavko Babić iz Tuzle izradio je postaje križnoga puta, te slike sv. Ante i Majke Božje.
Groblje u Tetimi zove se Veresika.

## Gospodarstvo
U Tuzli se preko sto godina intenzivno eksploatiralo slanicu, zbog čega se sleglo tlo i ugrozilo stabilnost zgrada u Tuzli. Zato se slanu vodu više se ne crpi iz nalazišta ispod Tuzle, nego iz Tetime, gdje su sve bušotine iz koje rudnik soli Tuzla crpi slanicu. U Tetimi je Crpna postaja Tetima.44°34′43″N 18°45′01″E / 44.578734°N 18.750405°E 
U razdoblju 2010. do 2012. bio je investicijski ciklus u kojem je pušteno u probni rad pet bušotina, u čemu su sudjelovali Vlada Županije Soli i Ministarstvo industrije, energetike i rudarstva. Godinu dana nakon puštanja bušotine u pogon tu se otapa sol i stvara inicijalna komora poslije čega ide eksploatacija slanice prema velikim potrošačima, tvornici sode u Lukavcu i tvornici soli u Tuzli. 
Procjene s kraja 2018. godine kazivale su da su preostale industrijske pričuve ležišta Tetima bile 35.428.586 t soli ili 114.285.762 m3 slane vode ukupne mineralizacije 310 kg/m3, a u pričuve su zbroj količina soli u komorama gdje je eksploatacija u tijeku i količina soli u projektiranim komorama.
U zatvorenom sustavu stlačena se slatka voda upumpava cijevima do bušotine. Slatka voda otapa kamenu sol i nastaje slanica. Stlačena slanica istječe kroz drugu cijev u spremnike. Proizvedena se slanica iz spremnika slobodnim padom 25 km dugim cjevovodom prosljeđuje Solani u Tuzli i Panonskim jezerima te tvornici sode u Lukavcu.
Proljeća 2019. jedanaest bušotina je u punoj industrijskoj proizvodnji dok se četiri koristi za uvodno izluživanje. Planirano je da 2019. planirano je da budu otvorene tri nove bušotine, odnosno da 15 bušotina bude u proizvodnji, a dvije u uvodnom izluživanju. Planira se u roku od godine do dvije da otvoriti novi proizvodni pogon na drugom dijelu ležišta.
Uzevši u obzir spoznaje o geološkoj građi ležišta i verificirane pričuva kamene soli u ležištu Tetima, godišnje potrebe za slanom vodom od oko 3 milijuna prostornih metara proizlazi da će se ležište eksploatirati još oko 50 godina. Vijek iskorištavanja može se produžiti za 15 - 20 % ako se poveća promjer komora sa 70 m na 75 m te eksploatiranjem stropnog dijela komora (do krovinskih breča) u završnoj fazi eksploatacije ležišta.

## Stanovništvo

### Stanovništvo prema popisima
| Tetima             |              |              |              |              |
| godina popisa      | 1991.        | 1981.        | 1971.        | 1961.        |
| Hrvati             | 171 (54,63%) | 250 (67,02%) | 342 (99,13%) | 276 (99,64%) |
| Srbi               | 1 (0,31%)    | 1 (0,26%)    | 2 (0,58%)    | 1 (0,36%)    |
| Crnogorci          |              |              | 1 (0,29%)    |              |
| Jugoslaveni        | 34 (10,86%)  | 4 (1,07%)    |              |              |
| ostali i nepoznato | 107 (34,19%) | 118 (31,64%) |              |              |
| ukupno             | 313          | 373          | 345          | 277          |

## Galerija
- Tetima, proljeće 2019.
- Tetima, zima 2017.
- Tetima, zima 2017.
- Tetima, spremnik
- Tetima, proljeće 2015.
- Tetima, proljeće 2015.
- Cjevovod za odvod slanice
- Spremnici sa slanicom
- Tetima, zima 2017.
- Tetima, spremnici i crpna postaja slanice
- Tetima, križ na mjestu kapele sv. Ive, crpna postaja slanice
- Tetima,cjevovodi slanice